# Babrak Karmal
Babrak Karmal (Kamari, 6 de enero de 1929 - Moscú, 3 de diciembre de 1996) fue un abogado, traductor y político afgano, miembro fundador del  Partido Democrático Popular de Afganistán de ideología marxista-leninista. Desde fines de 1979 gobernó la República Democrática de Afganistán. En 1986 tuvo que dimitir por la falta de apoyo interno y externo a su gestión, siendo sucedido por Haji Mohammad Chamkani. Sabía dari y pashto, pero empleaba más a menudo el dari; dominaba el inglés y conocía un poco el alemán. Fue condecorado con la Orden de la Revolución de Abril de su país.

## Primeros años
Hijo de un general del Ejército Real de etnia tayika y madre ghilzai pastun, nació en Kamari, un pequeño pueblo cerca de Kabul. Sus primeros estudios fueron en un colegio alemán de Kabul.
En 1948, Karmal se graduó en la Escuela Secundaria Nejat (también llamada Amani), un colegio alemán. Se le negó inicialmente la admisión a la Universidad de Kabul a causa de sus opiniones abiertamente de izquierda. Siempre fue un orador carismático y se involucró en el sindicato de estudiantes y el Wikh-i-Zalmayan (Movimiento Despierta Juventud), una organización progresista.
Fue admitido en la Facultad de Derecho y Ciencias Políticas en 1951 después de que se comprometió a abstenerse de la actividad política (aunque no lo hizo). A raíz de organizar manifestaciones estudiantiles fue encarcelado en 1953 y estuvo en la cárcel durante tres años. Mir Akbar Kaibar, su compañero de celda, lo influenció para convertirlo al marxismo. Liberado en 1956, Karmal trabajó en el Ministerio de Educación como traductor de alemán e inglés, pero fue reclutado en 1957 para los dos años de servicio militar obligatorio. Después de eso, Karmal pudo retomar sus estudios y obtener en 1961 la licenciatura de Derecho. Volvió al Ministerio de Educación entre 1960-61 y, a partir de ese año, trabajó en el Ministerio de Planificación hasta 1964, cuando renunció.

## Militancia en el PDPA
El 1 de enero de 1965, Karmal fue uno de los fundadores del Partido Democrático Popular de Afganistán (PDPA). Por este partido fue elegido miembro de la Asamblea Nacional de Afganistán durante el reinado de Mohamed Zahir Shah, posición desde donde pedía por la unión del pueblo afgano contra las clases dominantes.
Hacia 1967 el PDPA se dividió en dos facciones: la Parcham (llamados así por el periódico que editaban, cuya traducción es «Bandera»), facción moderada de la que Karmal era el líder indiscutido, cuya etnia predominante era la tayika y que quería crear un frente unido de todos los grupos antimonárquicos; y la Jalq (llamados así por el periódico que editaban, cuya traducción es «Pueblo»), encabezada por Nur Mohammad Taraki, de tendencia más radical, de base ampliamente pashtun y que hacía hincapié en la lucha de clases. Antes de separarse las dos tendencias, Taraki había sido el secretario general y Karmal el vice.
En julio de 1973, tuvo lugar un golpe de Estado que derrocó al rey Zahir Shah e instauró una república dirigida por Mohammed Daud Khan. El Presidente Daud le ofreció compartir el poder a Karmal, no aceptando este, aunque posteriormente varios miembros de la facción Parcham ocuparon puestos en el gobierno de Daud.
El 27 de marzo de 1978 tuvo lugar, ante problemas internos y los arrestos de líderes comunistas, la Revolución Saur acabó con el gobierno de Daud asumiendo el control los militares que tres días más tarde entregaron el poder al PDPA. La facción Jalq, que pronto dominó el Gobierno, obligó a Karmal a dejar el puesto de primer ministro adjunto que se le había dado, y a partir a Praga como embajador. En el otoño de 1978 fue acusado de conspirar contra el gobierno y se le destituyó, permaneciendo en el exilio.
Los seguidores de Hafizullah Amín asesinaron al presidente Taraki en septiembre de 1979 y este tomó el mando. Durante unos meses dirigió una dura represión a la población y purgas en el PDPA. El Consejo Revolucionario lo destituyó y ordenó su eliminación, que fue realizada por los Spetsnaz, mientras, tropas soviéticas entraron en el país.

## Presidencia
Como líder moderado y opuesto a la facción que había ocasionado los problemas que llevaron a la intervención soviética, Karmal fue nombrado Presidente. Tuvo la difícil tarea de buscar apoyos locales y contentar a los soviéticos. Karmal prometió resguardar las libertades individuales y la fe islámica.
Durante su gobierno fueron liberados presos políticos y se promulgaron los Principios Fundamentales de la República Democrática de Afganistán, una constitución que garantizaba los derechos de los ciudadanos a la vida, a la seguridad, a la libertad de expresión, asociación y manifestación pacífica; establecía al PDPA como el partido único legal y al Consejo Revolucionario como el poder supremo del Estado y que debía reunirse al menos dos veces al año; reconocía tres formas de propiedad: estatal, cooperativa y privada; establecía control estatal de los recursos naturales; expresaba el anhelo de construir una nación libre de la explotación del hombre por el hombre; y cambiaba la bandera a una más tradicional.
El 9 de junio de 1980, dirigiéndose a funcionarios y notables llegados de la provincia de Paktia, Karmal dijo: «Mis compañeros me han hecho saber que ha sido fomentada una vasta conspiración. Nuestros enemigos proyectan dividir nuestra patria y repartirse los trozos». Años después, cuando los fundamentalistas establecieron el Estado Islámico, esto se hizo realidad al repartirse el país los señores de la guerra.
El gobierno de Karmal tuvo bastantes reveses, siendo quizás el más importante haber perdido en votación en la Asamblea General de Naciones Unidas la legalidad de la ayuda soviética en el país. Por otra parte, las fuerzas del gobierno afgano y sus aliados combatieron contra los muyahidín, fundamentalistas apoyados por Estados Unidos y otros países. Un informe del Departamento Central de Inteligencia de la URSS lo describía como «un orador experto, emocional, e inclinado a la abstracción en detrimento de un análisis específico. Tiene una escasa comprensión de las cuestiones económicas que le interesan a nivel general».
El gobierno de Karmal fundó la Cámara de Comercio e Industria para agrupar a los representantes del capital privado, mientras se desarrollaban los sectores estatal y mixto de la economía afgana. La proporción de la industria extractora y transformadora creció del 3,3% (1978) al 10% (1985) del PNB. En el mismo período las inversiones en la industria nacional pasó el 80% de todas las inversiones hechas en la economía en los 20 años que precedieron a la Revolución. En 1984, las inversiones en los sectores estatal y mixto aumentaron un 50%. Ese año se pusieron en funcionamiento 100 nuevas empresas y la cosecha superó los índices previos a la Revolución. Con ayuda y créditos de los países del campo socialista, el gobierno de Karmal fundó numerosas empresas. También aumentó el intercambio comercial con la India y Japón.
Mientras iban en aumento las deserciones en las Fuerzas Armadas, Mijaíl Gorbachov consideró responsable de la mala situación a Karmal. Alegando problemas cardíacos, Karmal renunció el 24 de noviembre de 1986.

## Retiro y fallecimiento
Tras retirarse de todos sus cargos se vio forzado al exilio y vivió en Moscú, más precisamente en Serébriany Bor, un parque al noroeste de la ciudad. Karmal era muy respetado por los afganos. Participó en algunos actos de la comunidad local de exiliados, donde criticó la política «Reconciliación Nacional» del nuevo líder Najibullah por considerarla desastrosa para la Revolución y también se manifestó en contra de negociaciones con los contrarrevolucionarios, que según él estaban desmoralizados. Esto hizo que Mijaíl Gorbachov le pusiera una guardia que lo vigilaba para que no intente regresar a Afganistán. Con la disolución de la URSS, Karmal pudo volver a su país por un tiempo, donde vivió bajo la protección del general Abdul Rashid Dostum.
Regresó a Moscú para tratar sus problemas de salud, falleciendo en esa ciudad el 1.º (según The New York Times) o el 3 (según The Washington Post) de diciembre de 1996 a causa de cáncer de hígado. El día 5 fue velado, asistiendo aproximadamente 200 personas de la comunidad afgana local. Su cuerpo fue repatriado a Afganistán, a cuyo entierro asistieron un millar de personas. Sus restos descansan en Hairatan.